# 金悌甲
金悌甲（キムジェガブ、英: 김제갑、1525年 - 1592年）は李氏朝鮮中期の文臣。本貫は安東金氏、字は順初、号は毅斎、諡号は文粛。

## 生涯
金方慶の子孫で、祖父は従仕郎・吏部参判金彦黙、父は進士であり、領議政に追贈された金錫である。金時敏の叔父で金忠甲の弟である。兄金忠甲と共に儒者李滉の門人であった。1553年に別試文科に兵科で合格し、1555年に弘文官正字、さらに兵曹佐郎、正言、忠清道観察使、昌城府使などを歴任した。
1588年、平安道地域の国境防御強化策の一環で特別に昌城府使に任命されるも、70歳近い老いた文官を送るのはよくないという兵曹判書鄭彦信の反対で解任された。1592年、忠清道観察使・巡察使、原州牧使となった。
1592年7月、文禄・慶長の役が勃発し、日本軍の毛利勝信が原州領願山城に攻め寄せると、官軍と義兵を導いて最後まで戦った。しかし、僅かな隙を突いた襲撃により、息子金時伯、妻李氏と共に戦死した。死後の1592年、弘文官大提学、芸文館大提学、義禁府・成均館・春秋館使に追贈され、息子金時伯は通政大夫戸部参議に追贈された。
粛宗時代の1711年に領議政に追贈された。原州の忠烈寺、槐山郡の画岩書院に祭享された。

## 家族
- 曽祖父 : 金寿亨
  - 祖父 : 金彦黙
    - 父 : 金錫
    - 母 : 奇迥（幸州奇氏）の娘
      - 兄 : 金忠甲
      - 兄嫁 : 金神童（光山金氏）の娘
        - 甥 : 金時晦
        - 甥 : 金時敏

      - 妻 : 尹漑（坡平尹氏）の娘
        - 息子 : 金時献
        - 嫁 : 洪聖民（南陽洪氏）の娘

      - 妻 : 晋川君李玉貞（全州李氏）の娘